# Dactylopsylla neomexicana
Dactylopsylla neomexicana är en loppart som beskrevs av Prince 1945. Dactylopsylla neomexicana ingår i släktet Dactylopsylla och familjen fågelloppor. Inga underarter finns listade i Catalogue of Life.